# Vampire Weekend
Vampire Weekend je americká hudební skupina založená v roce 2006 v New Yorku.
Její hudba kombinuje prvky indie rocku, popu a world beat. Členy skupiny jsou Ezra Koenig, Chris Baio a Chris Tomson. Do roku 2016 v kapele působil ještě multiinstrumentalista Rostam Batmanglij.

## Diskografie

### Studiová alba
- 2008: Vampire Weekend
- 2010: Contra
- 2013: Modern Vampires of the City
- 2019: Father of the Bride

### EP
- 2007: Vampire Weekend EP
- 2008: The Kids Don't Stand A Chance EP
- 2008: The MySpace Transmissions Digital EP